# George Herbert Walker Jr.
George Herbert Walker Jr. (24 novembre 1905 – 29 novembre 1977) è stato un imprenditore statunitense.

## Biografia
Suo padre era George Herbert Walker, un ricco uomo d'affari statunitense. Sua madre era Lucrezia "Loulie" (Wear) Walker (1874-1961).

Nel 1927 è diventato membro della società Skull and Bones (S&B), all'Università di Yale, a New Haven, nel Connecticut.

Pure i suoi fratelli sono stati membri della Skull and Bones, John Mercer Walker Sr. (S&B,1931) e Louis Walker (S&B,1936).
Il 29 ottobre 1927, ha sposato Mary Carter (20 novembre 1905-5 settembre 1998). Hanno avuto tre figli, uno dei quali era George Herbert Walker III, ex ambasciatore degli Stati Uniti in Ungheria. 
Cognato di Prescott Sheldon Bush,(15 maggio 1895, 8 ottobre 1972),(S&B,1917). 
Suo nipote è stato il 41º presidente degli Stati Uniti, George Herbert Walker Bush (S&B,1947), e suo figlio George Walker Bush (e quindi pronipote di George), il 43 ° Presidente degli Stati Uniti, (S&B,1968).

## Attività
Walker Jr. fu direttore delle compagnie saccarifere cubano dominicane che si fusero nel 1942 nella West Indies Sugar, che fu nazionalizzata da Fidel Castro, nel 1959.
Lo "zio Herbie " ha contribuito a sponsorizzare l'ingresso nel business del petrolio dei Bush nel 1950. 
Nel 1960 fondò, assieme a Joan Whitney Payson i New York Mets, una squadra di baseball